# Lestodiplosis plicatricis
Lestodiplosis plicatricis är en tvåvingeart som beskrevs av Barnes 1928. Lestodiplosis plicatricis ingår i släktet Lestodiplosis och familjen gallmyggor. Inga underarter finns listade i Catalogue of Life.